# Яськовиці (Опольський повіт)
Яськовиці (пол. Jaśkowice) — село в Польщі, у гміні Прушкув Опольського повіту Опольського воєводства.
Населення — 253 особи (2011).

## Демографія
Демографічна структура станом на 31 березня 2011 року:
|          | Загалом | Допрацездатний вік | Працездатний вік | Постпрацездатний вік |
| -------- | ------- | ------------------ | ---------------- | -------------------- |
| Чоловіки | 124     | 20                 | 90               | 14                   |
| Жінки    | 129     | 14                 | 94               | 21                   |
| Разом    | 253     | 34                 | 184              | 35                   |